# 東部山岳州 (パプアニューギニア)

東部山岳州の州旗

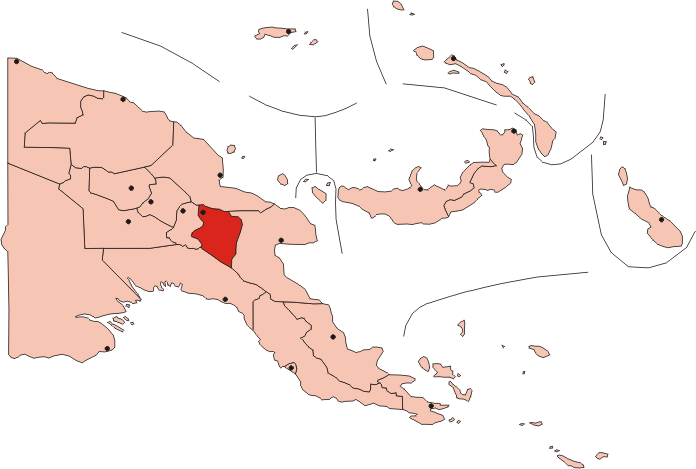
東部山岳州

東部山岳州 (とうぶさんがくしゅう、Eastern Highlands Province)は、パプアニューギニアのニューギニア島東部の山岳地方に位置する州である。 州都はゴロカ。 州の面積は11,200 km²。人口は57万9826人（2011年国勢調査）。

## 地形
ごつごつした山地と広い谷から成り立っている。マーカム谷とラム谷には川岸の低地も存在する。州には2つの高い山があり、標高3686mのテーブルトップ山はKratke山脈に、3750mのミカエル山はビスマーク山脈にそれぞれ位置している。

## 住民

### 民族
en:Asaro Mudmen。

### 言語
約20言語が使用されている。以下は地区（District）ごとの内訳である。
- ゴロカ地区（英語版） - ベナベナ語（英語版）、シアネ語（英語版）、ガフク・アサロ語（英語版）（Gahuku-Asaro; 別名: Alekano語）、ヤガリア語（英語版）[2]
- Henganofi (en)  - カマノ語（英語版）（別名: Kamano-Kafe語）[2]
- カイナントゥ地区（英語版） - カマノ語、アガラビ語（英語版）、ガドスプ語（英語版）、タイロラ語（英語版）、アワ語（英語版）、ビヌマリエン語（英語版）[2]
- Lufa (en)  - チュアヴェ語（英語版）[2]
- Obura-Wonenara (en)  - タイロラ語、シンバリ語（英語版）[2]
- オカパ地区（英語版） - フォレ語（英語版）、ギミ語（英語版）（別名: Labogai語）、アウヤナ語（英語版）（Auyana; 別名: Awiyaana語）、アワ語、ウサルファ語[2]

また、地区は不明であるが当該州で話されている事が確認されている言語には以下のものが存在する。
- Iqwalaqamalje - ヤグウォイア語（英語版）[2]
- Marawaka - バルヤ語（英語版）（Baruya; 別名: Yipma語）[2]